# La Cheminée des temps
La Cheminée des temps est le 4e épisode de la Saison 2 de la deuxième série de la série télévisée de science-fiction britannique Doctor Who. Il a été diffusé pour la première fois le 6 mai 2006 sur BBC One et est le seul épisode de la Saison 2 écrit par Steven Moffat. L'actrice Sophia Myles y joue le rôle d'une favorite française célèbre, Madame de Pompadour.
L'épisode a généralement reçu des critiques positives ; il a été proposé pour le prix Nebula dans la catégorie scripts et a obtenu en 2007 le prix Hugo dans la catégorie Best Dramatic Presentation, Short Form.

## Accroche
La cour du château de Versailles est assiégée par d'étranges automates. Le seul espoir de Madame de Pompadour repose sur l'homme qui a hanté ses rêves depuis son enfance et qu'elle ne connaît que sous le nom du Docteur. Une horloge brisée pourrait-elle vaincre le Seigneur du Temps ?

## Distribution
- David Tennant : Le Docteur
- Billie Piper : Rose Tyler
- Noel Clarke : Mickey Smith
- Sophia Myles : Madame de Pompadour
- Ben Turner : Louis XV
- Jessica Atkins : Reinette enfant
- Angel Coulby : Katherine
- Gareth Wyn Griffiths : Serviteur
- Paul Kasey : Homme horloge
- Ellen Thomas : Femme horloge
- Jonathan Hart et Emily Joyce : Voix des extra-terrestres

## Résumé
Le TARDIS se matérialise dans un vaisseau spatial qui semble dériver dans l'espace sans équipage à son bord. Il se trouve dans l'amas de Tegnar, à plus de deux galaxies de la Voie lactée. Le Docteur, Rose et Mickey explorent le vaisseau, et trouvent une cheminée qui sert de passage vers la France du XVIIIe siècle. Le Docteur se retrouve dans la chambre d'une petite fille et lui demande qui elle est. Elle dit s'appeler Reinette et être à Paris en 1727. Le Docteur déduit que la cheminée est en réalité une fenêtre temporelle qui permet de se retrouver directement dans un autre lieu de l'espace et du temps. Le temps ne s'écoule pas de la même façon des deux côtés de la fenêtre et une minute à peine passée dans le vaisseau équivaut à plusieurs mois en 1727. Se retrouvant de nouveau dans la chambre de Reinette, le Docteur découvre une sorte d'androïde mécanique déguisé derrière un masque. Celui-ci vient du vaisseau spatial, et semble attendre que Reinette soit « complète ».
Le Docteur se retrouve une nouvelle fois face à Reinette, qui est devenue une jeune femme. Elle flirte avec le Docteur et l'embrasse. Il apprend alors qu'il s'agit de Reinette Poisson, plus connue sous le nom de Madame de Pompadour, l'une des maîtresses les plus influentes de Louis XV. De retour dans le vaisseau, le Docteur découvre plusieurs fenêtres temporelles, toutes connectées à différents moments de la vie de Madame de Pompadour. Après que Rose et Mickey ont découvert que des organes des membres de l'équipage ont été utilisés afin de réparer les avaries du vaisseau, le Docteur s'aperçoit que les androïdes font partie de l'équipe de réparation et attendent que le cerveau de Reinette ait atteint l'âge de 37 ans afin de pouvoir l'extraire. Le Docteur tente un échange télépathique entre lui-même et Reinette, mais celle-ci a un accès ouvert à l'esprit du Docteur et voit une partie de son enfance. Elle tombe amoureuse de lui, et tous deux passent une soirée ensemble.
De retour dans le vaisseau, le Docteur, se faisant passer pour ivre, libère ses compagnons prisonniers des androïdes réparateurs et découvre un miroir à travers lequel il voit Reinette et la cour du roi de France menacés par les androïdes. Le Docteur ayant interféré avec l'histoire de Reinette, il ne peut utiliser le TARDIS et lorsqu'il traverse le miroir à dos de cheval pour lui venir en aide, il reste bloqué dans le temps : la fenêtre temporelle ayant été détruite, les androïdes n'ont plus de but et se désactivent. Toutefois, le Docteur retrouve la cheminée par laquelle il était passé à l'origine et trouve un passage temporel qui pourrait fonctionner faiblement. Il demande à Reinette de choisir une étoile dans le ciel, mais après avoir effectué un bref aller-retour sur le vaisseau, il s'aperçoit que six années ont passé dans la vie de Reinette et que celle-ci est morte. Le Docteur repart dans le vaisseau puis rejoint Rose et Mickey dans le TARDIS. Celui-ci part du vaisseau qui révèle au téléspectateur son nom, le SS Madame de Pompadour.

### Continuité
- Reinette réutilise la fameuse phrase fétiche : « Doctor. Doctor Who ? ».
- Le Docteur réplique à un cheval « arrête de me suivre, je ne suis pas ta mère » en référence à l'épisode « Le Docteur danse ».

## Production

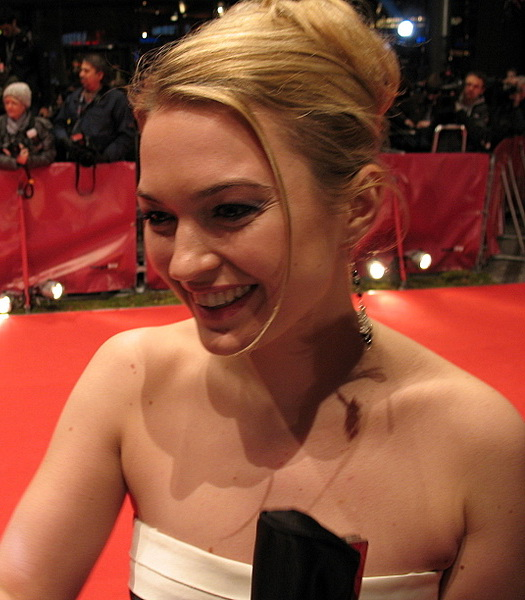
L'actrice Sophia Myles tient le rôle de Madame de Pompadour.